# Dustin Clare
Dustin Clare (Grafton, Nueva Gales del Sur; 2 de enero de 1982) es un actor australiano principalmente conocido por haber interpretado a Riley Ward en la aclamada serie australiana Mcleod's Daughters y a Gánico en las series Spartacus: Gods of the Arena, Spartacus: Vengeance y en Spartacus: War of the Damned.

## Biografía
Dustin es originario del país y la costa norte de Nueva Gales del Sur. 
En 2004 se graduó de la prestigiosa escuela australiana Western Australian Academy of Performing Arts "WAAPA".
Desde 2009 sale con la actriz Camille Keenan. La pareja le dio la bienvenida a su primer hijo, Darcy Clare, en 2012.

## Carrera
En 2003 participó en la película Brothers, en 2005 participó en las series australianas All Saints y HeadLand como estrella invitada.
En enero de 2006 se unió a la serie Mcleod's Daughters, donde interpretó al duro vaquero pero de buen corazón Riley Ward, hasta el final de la séptima temporada en 2008, luego de que junto a Grace Mcleod, Tyler Geddes y Patrick Brewer sufrieran un accidente automovilístico; tanto Grace, Tyler y Patrick sobrevivieron al accidente, pero Riley nunca fue encontrado. Por su interpretación ganó un Premio Logie en el 2007. En la serie trabajó junto a actores como Michala Banas, Matt Passmore y Luke Jacobz. 
En el 2008 interpretó a Roo en la película Cane Cutter donde también fue el director, escritor y productor; en la película trabajó junto a dos de sus compañeros de Mcleod's Daughters, Peter Hardy y Gillian Alexy, quienes interpretan a Phill Rakich y Tayler Geddes respectivamente. Ese mismo año se unió a la segunda temporada de la serie Satisfaction, donde dio vida a Sean, el hermano de Mel, hasta el final de la serie en el 2010.
En 2009, se unió a la serie Underbelly: A Tale of Two Cities, donde interpretá al asesino a sueldo Christopher Flannery también conocido como Mr. Rent-a-Kill; donde comparte créditos con tres de sus compañeros de Mcleod's Daughters: Matt Passmore, Jonny Pasvolsky y Myles Pollard, quienes interpretan a Marcus Turner, Matt Bosnich y Nick Ryan respectivamente.
En 2011 se unió a la serie Spartacus: Gods of the arena, la precuela de la serie Spartacus: Blood and Sand. En la precuela Dustin interpretó a Gánico, un gladiador campeón de la Casa de Batiatus, que llegó antes de Espartaco y se convirtió en el primer Campeón de Capua (Según la historia, él sería luego el General de Spartacus). La serie se estrenó en enero del mismo año y contó con las participaciones de actores como Manu Bennett, John Hannah y Jaime Murray.
En 2012 apareció en la serie Spartacus: Vengeance donde interpretó nuevamente a Gánico. Vengeance fue la tercera temporada de la serie y la segunda parte de la historia, siguiendo el orden cronológico de Spartacus: Blood and Sand.
En 2013 apareció en la nueva y última temporada llamada Spartacus: War of the Damned donde interpretó nuevamente al gladiador Gánico. Ese mismo año se anunció que se había unido al elenco de la miniserie ANZAC Girls la cual fue estrenada en 2014 y en donde Dustin interpretó al teniente Harry Moffitt.
En 2015 se unió al elenco recurrente de la quinta y última temporada de la serie Strike Back: Legacy donde dio vida a Faber.
En 2016 se unió al elenco principal de la primera temporada de la miniserie de terror Wolf Creek donde interpretó al sargento Sullivan Hill, un oficial que intenta proteger a la joven Eve (Lucy Fry), luego de que ella fuera atacada y su familia asesinada por el asesino en serie Mick Taylor (John Jarratt), hasta el final de la primera temporada luego de que su personaje muriera después de que el techo del lugar donde se encontraba atado por Mick se derrumbara.
En marzo de 2017 se anunció que Dustin se uniría al elenco de la película Pacific Rim: Uprising.

## Filmografía

### Series de televisión
| Año             | Título                           | Personaje                   | Notas                     |
| --------------- | -------------------------------- | --------------------------- | ------------------------- |
| 2018 - presente | Tidelands                        | Pat Mcteer                  |                           |
| 2016            | Wolf Creek                       | Sgr. Sullivan Hill          | 6 episodios - miniserie   |
| 2015            | Strike Back: Legacy              | Faber                       | 4 episodios               |
| 2014            | ANZAC Girls                      | Lt. Harry Moffitt           | 6 episodios - miniserie   |
| 2013            | Spartacus: War of the Damned     | Gánico                      | 10 episodios              |
| 2012            | Spartacus: Vengeance             | Gánico                      | 6 episodios               |
| 2011            | Spartacus: Gods of the Arena     | Gánico                      | 6 episodios               |
| 2008 - 2010     | Satisfaction                     | Sean                        | 18 episodios              |
| 2009            | Underbelly: A Tale of Two Cities | Christopher Dale Flannery   | 8 episodios               |
| 2006 - 2008     | Mcleod's Daughters               | Riley Ward                  | 48 episodios              |
| 2007            | Air Australia                    | Sir Charles Kingsford Smith | 2 episodios               |
| 2005            | HeadLand                         | Gareth Williams             | 6 episodios               |
| 2005            | All Saints                       | Rick Fallon                 | episodio "New Beginnings" |

### Películas
| Año  | Título                | Personaje               | Notas                                                                                        |
| ---- | --------------------- | ----------------------- | -------------------------------------------------------------------------------------------- |
| 2018 | Pacific Rim: Uprising | Charlie                 | junto a Scott Eastwood, John Boyega, Cailee Spaeny, Rinko Kikuchi, Charlie Day y Burn Gorman |
| 2014 | Sunday                | Charlie                 | junto a Camille Keenan, Jacob Tomuri y Steve Wrigley                                         |
| 2014 | Love is Now           | James                   | junto a Eamon Farren, Claire van der Boom, Anna Torv, Chris Haywood y Rodger Corser          |
| 2013 | The Fragments         | Jason                   | corto - junto a Camille Keenan, Richard Carwin, Ian Meadows, Travis Jeffery y Rhys Muldoon   |
| 2013 | Goddes                | Rory                    | junto a Laura Michelle Kelly, Hugo Johnstone-Burt, Magda Szubanski y Pia Miranda             |
| 2011 | The Eye of the Storm  | Col                     | junto a Geoffrey Rush, Judy Davis y Colin Friels                                             |
| 2010 | Kanowna               | Trooper Brown           | junto a Peta Sergeant, Ben Khaw y Clarke Richards                                            |
| 2010 | Happenstance          | Exnovio                 | corto                                                                                        |
| 2009 | Early Checkout        | Dan                     | corto - junto a Ian Meadows, Peta Sergeant, Clarke Richards y Jacki Weaver                   |
| 2008 | Cane Cutter           | Roo                     | junto a Gillian Alexy, Peter Hardy y Clarke Richards                                         |
| 2006 | Iron Bird             | Jonathan Paul Harmer JP | junto a Ian Meadows                                                                          |
| 2003 | Brothers              | Ethan                   | junto a Ian Meadows                                                                          |

### Director, escritor y productor
| Año  | Título         | Notas                          |
| ---- | -------------- | ------------------------------ |
| 2009 | Early Checkout | escritor                       |
| 2008 | Cane Cutter    | productor, escritor y director |

## Premios y nominaciones
| Año  | Categoría                    | Premio             | Serie              | Resultado |
| ---- | ---------------------------- | ------------------ | ------------------ | --------- |
| 2009 | Most Outstanding Actor       | Silver Logie Award | Mcleod's Daughters | Nominado  |
| 2007 | Most Popular New Male Talent | Logie Award        | Mcleod's Daughters | Ganador   |